# Amati Kraslice

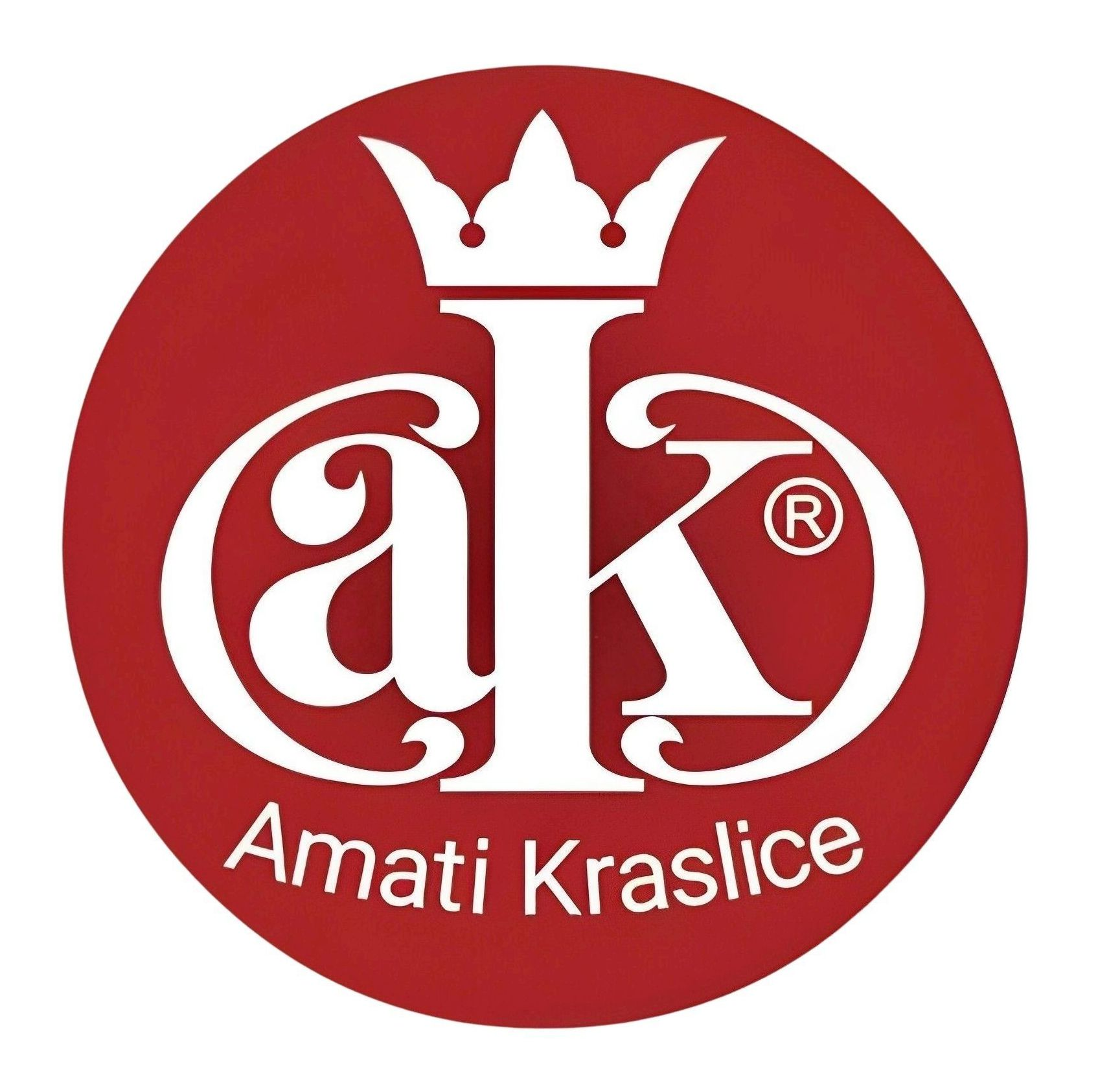

Amati Kraslice är ett tjeckiskt företag som tillverkar blåsinstrument. Företaget, som är en av de största tillverkarna av musikinstrument i Europa, har huvudfabriken i Kraslice nära gränsen till Tyskland, men äger också V.F.Červený som har tillverkningen förlagd till Hradec Králové öster om Prag.